# Герб Олександрівського району (Кіровоградська область)
Герб Олекса́ндрівського райо́ну — один з офіційних символів Олександрівського району Кіровоградської області. Автори герба: В. Білошапка, В. Лисенко та І. Лисенко.

## Історія
В радянську добу символіка Олександрівщини практично не розвивалась. Її розробка розпочалась у 2000 році Василем Білошапкою та Валентиною Лисенко, до яких на заключному етапі приєдналась місцева художниця Інна Лисенко.
Проект від трьох авторів був затверджений рішенням XXVII сесії Олександрівської районної ради XXIII скликання № 230 від 24 квітня 2001 року.

## Опис
| У верхньому зеленому полі зубчасто перетятого щита срібна голова оленя, в нижньому золотому полі — два сині, з червоними руків'ями донизу, серпи, повернуті лезами один до одного. |
Щит обрамований картушем з пшеничного колосся, головок соняшнику, дубового листя та хвойних гілок, оповитим синьою стрічкою із золотим девізом «Гуртом до загального добра». Картуш увінчаний короною, зубці на золотому обручі якої утворені калиновими ягодами та листям.

## Пояснення символіки
Перетин щита на дві частини пояснюється тим, що територія сучасного Олександрівського району завжди перетиналася кордоном. Тут проходила межа між Київською Руссю та Диким полем, Річчю Посполитою та Кримським ханством, Київською і Херсонською губерніями. Окрім того, сучасна територія району була сформована з територій колишніх Олександрівського та Єлизаветградківського районів.
Срібна голова оленя вказує на районний центр — смт Олександрівку, що в своєму гербі містить фігуру оленя. Олені водяться в навколишніх лісах і були тотемними тваринами давнього населення краю — скіфів.
Серпи — символи хліборобської праці, були зображені на гербі Олександрії — адміністративного центру Олександрійського повіту, до якого належала південна частина району.
Зелений колір на щиті символізує ліси, жовтий — родючі поля району. Також ці кольори відображають перехідний характер місцевості району з лісостепу до степу.
Всі елементи декоративного оздоблення гербового щита взяті з флори Олександрівщини і символізують розмаїття рослинного світу краю.
Калина на короні свідчить про приналежність території до України, а листяні та хвойні гілки вказують на те, що третину території району становлять ліси. Гілки дуба символізують могутність і витривалість його жителів; пшениця та соняшник — поширені культури, що вирощуються в районі.